# Movimiento de Resistencia Afrikáner
El Movimiento de Resistencia Afrikáner (en afrikáans: Afrikaner Weerstandsbeweging o AWB) es un grupo político y paramilitar sudafricano, fundado en 1973 por Eugène Terre'Blanche, quien fue su líder hasta su muerte en 2010. Están comprometidos con la restauración de una república independiente para el pueblo afrikáner (el "Boerstaat"), al margen de Sudáfrica. Durante su apogeo atrajo mucho la atención, tanto en territorio sudafricano como en el extranjero, por ser un grupo de ideas abiertamente segregacionistas y radicales.
A partir de 2016, se informa que la organización tiene alrededor de 5000 miembros y utiliza las redes sociales para el reclutamiento.

## Historia

### Origen
La AWB fue formada el 7 de julio de 1973 en un garaje de la localidad de Heidelberg, en el Transvaal, un pueblo al sudeste de Johannesburgo. Eugène Terre'Blanche era un oficial retirado de la Policía sudafricana, desilusionado por lo que el llamaba "opiniones liberales" del entonces primer ministro B.J. Vorster, además de con lo que él consideraba influencias "comunistas" en la sociedad sudafricana. Terre'Blanche, junto a otras seis personas de mentalidad similar, decidió formar la AWB siendo elegido líder de la organización, posición que mantuvo hasta el 3 de abril de 2010, día en el que fue asesinado a golpes, presuntamente, por dos campesinos negros que trabajaban para él.
El objetivo del grupo era establecer un Boerestaat (Estado bóer) independiente para el pueblo afrikáner, existiendo separadamente a Sudáfrica, la cual era considerada muy tolerante con el izquierdismo por Terre'Blanche. La AWB fue formada en un intento por recuperar la tierra perdida por los bóer tras la Segunda Guerra de los Bóeres, donde intentaban restablecer las repúblicas blancas del pasado (como la primera República Sudafricana y el Estado Libre de Orange), que los gobiernos europeos y americanos habían reconocido a fines del siglo XIX.

### Durante elapartheid
En las décadas de 1970 y 1980, el movimiento contaba con un grueso de miles de miembros, gracias a lo cual pudieron realizar presión sobre los políticos blancos que intentaron reformar el sistema legal sudafricano, basado en el Apartheid. Los reuniones del AWB tuvieron mucho seguimiento, y a menudo fueron violentas. Terre'Blanche se opuso a las leyes que formaban el llamado "petty apartheid" (pequeño apartheid). Por ejemplo, se posicionó radicalmente en contra de los matrimonios y relaciones interraciales, así como en contra de los derechos políticos para los sudafricanos no blancos. Desde 1984 hasta 1986, estando Sudáfrica en estado de emergencia, los militantes del AWB asaltaban sistemáticamente poblaciones y residencias de personas de color, según informes legales como los de la Comisión de Verdad y Reconciliación.
El AWB se opuso a negociar con el Congreso Nacional Africano (ANC), especialmente por el hecho de que el Partido Comunista Sudafricano (SACP) era y es una facción destacada del ANC. El Partido Nacional etiquetó al AWB como un grupo de excéntricos, y por otra parte, el Gobierno segregacionista sudafricano no ilegalizó ni condenó sus acciones, ni su existencia, simplemente se les ignoraba tanto como fuese posible. En 1986 se acaba definitivamente con aquella política de caso omiso cuando varios militantes del AWB irrumpieron violentamente en un encuentro público del NP y los antidisturbios se vieron obligados a disolver a los miembros del AWB con el uso de gases lacrimógenos. En el documental de Nick Broomfield, His Big White Self (2006), afirmó que la organización alcanzó un pico de medio millón de seguidores en su apogeo.

#### Volkshulpskema
Durante la crisis económica de mediados de la década de 1980, causada en gran parte por el aislamiento internacional de Sudáfrica, los afrikáneres también se vieron afectados por el desempleo y la pobreza crecientes. El AWB desarrolló un programa de ayuda a necesitados afrikáner llamado "Voedingskema" ("Plan de Alimentación" en afrikáans) y el "Volkshulpskema" ("Plan de Ayuda al Pueblo"), lo que cosechó reconocimiento y recogió afinidades populares hacia el AWB. Un área de 14 millas cuadradas de población afrikáner en Pretoria Durante los últimos meses del Apartheid una parte de la comunidad blanca se volcó a grupos terroristas y movimientos armados. En agosto de 1990 unos 2000 seguidores del Movimiento de Resistencia Afrikáner (AWB), armados con rifles de caza y pistolas, intentaron  situar y ocupar el ayuntamiento de Ventersdorp por la fuerza con el fin de forzar al presidente Frederik de Klerk a revertir el llamado a elecciones libres. Tras no poder forzar la entrada comenzaron a dispararle a la policía.Crecibió ayuda en forma de una comida diaria por parte del AWB. El AWB aprovechó sus conexiones con empleados afines a su causa en granjas o minas. El 3 de marzo de 1987, el cantante afrikáner Bles Bridges realizó una gala benéfica en Pretoria, recaudando 10 000 rands para los afectados por la crisis.

### Últimos años del Apartheid

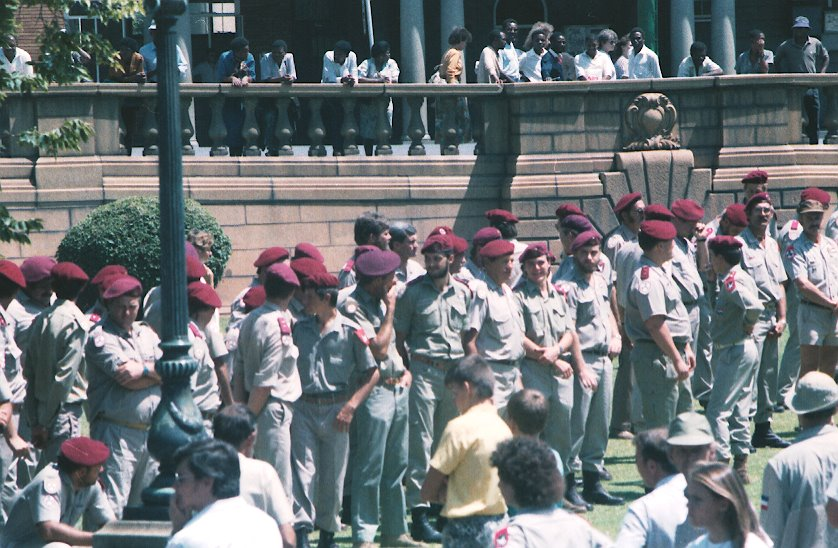
Desfile del AWB en Pretoria (1990)

Durante las negociaciones que condujeron a las primeras elecciones multirraciales de Sudáfrica (elecciones generales sudafricanas de 1994), la AWB se involucró en la violencia y el asesinato. Durante la Batalla de Ventersdorp en agosto de 1991, la AWB se enfrentó a la policía frente al ayuntamiento donde el presidente estatal F. W. de Klerk estaba hablando, y "varias personas resultaron muertas o heridas" en el conflicto. Más adelante en las negociaciones, la AWB irrumpió en el World Trade Center de Kempton Park, donde se estaban llevando a cabo las negociaciones, rompiendo el frente de vidrio del edificio con un vehículo blindado. La policía que custodiaba el centro no pudo evitar la invasión. Luego, los invasores se apoderaron de la sala de conferencias principal, amenazaron a los delegados y pintaron lemas en las paredes, pero se fueron nuevamente después de un breve período. Seis miembros de AWB fueron condenados a muerte por el asesinato de cuatro personas negras en una barricada falsa que instalaron para aterrorizar a los viajeros negros.
El 4 de julio de 1990, miembros del AWB detonaron un explosivo contra el periódico Vrye Weekblad, el cual habían acusado de tener un "sesgo liberal". Este fue el ataque más grave de una seguidilla de ataques explosivos. No fue hasta el 20 de marzo del siguiente año cuando una seguidilla de ataques golpeo la ciudad de Ventersdorp, dejando únicamente daños materiales.
En 1992, el AWB tuvo que enfrentarse un escándalo cuando se descubrió un enredo amoroso entre Terre'Blanche y la periodista Jani Allan, con transcripciones a través de la prensa sudafricana de sus encuentros sexuales. 
Durante las negociaciones que llevaron a las primeras elecciones multirraciales en Sudáfrica, el AWB amenazó con desatar una "guerra total". Durante la Batalla de Ventersdorp en agosto de 1991, el AWB se enfrentó a la policía frente al Ayuntamiento, donde el presidente Frederik de Klerk se encontraba dando un discurso. Tres miembros del AWB y un peatón resultaron muertos en la reyerta. Más adelante, ya durante las negociaciones, el AWB asaltó el Kempton Park World Trade Centre, donde se estaban realizando las negociaciones, atravesando la fachada de vidrio del edificio con un automóvil blindado. Los agentes de policía que custodiaban el recinto fallaron en la tarea de prevenir el asalto. Luego, los paramilitares tomaron el salón principal de conferencias, amenazando a los delegados y pintando consignas en los muros, pero en poco tiempo se retiraron.

#### El golpe de Bofutatsuana
En 1994, poco antes de la celebración de las primeras elecciones democráticas, el AWB obtuvo notoriedad en su intento por defender el régimen dictatorial de Lucas Mangope en el bantustán de Bofutatsuana. El AWB, junto a un contingente de más de 90 milicianos del Frente Popular Afrikáner (AVF) entraron en la capital del bantustán, Mabato, entre los días 10 y 11 de marzo. Durante su entrada al territorio fueron observados disparando a civiles y lanzando granadas desde sus vehículos de forma indiscriminada. Después de que los soldados negros y la policía, junto a la Fuerza de Defensa de Bofutatsuana (ellos y el AWB salieron en apoyo del presidente Mangope) vieran estos asesinatos, desaparecieron de las calles como acto de protesta. Más tarde regresaron para combatir al AWB y al AVF en el Aeropuerto de Mafikeng. Un miembro del AWB fue alcanzado por una bala y murió cuando el convoy intentaba abandonar el aeropuerto y continuar hacia Mabato. Una vez en la capital, el AWB y el AVF se encontraron con un continuo asedio, tanto por parte de la FDB como de los ciudadanos. Cuando trataban de salir de Mabato el 11 de marzo de 1994, tres miembros del AWB fueron ejecutados por miembros de la Fuerza de Defensa. A pesar de este desastre, Eugène Terre'Blanche proclamó a la fracasada campaña como una victoria, debido a que más de 100 soldados del bantustán de Bofutatsuana cayeron ante fuego del AWB, contra los tres paramilitares racistas abatidos por las fuerzas del bantustán.

### Después del Apartheid
El 24 de diciembre de 1996, miembros del AWD colocaron dos artefactos explosivos en un supermercado Shoprite en Worcester, Sudáfrica, matando a 4 civiles e hiriendo a 60 más aproximadamente. Solo dos de las cuatro bombas que se habían instalado detonaron a pesar de que la explosión mató a cuatro civiles, incluidos tres niños. No fue hasta septiembre de 2013 cuando víctimas y los culpables del ataque dialogaron, esto gracias a una iniciatia del Programa de Diálogo Víctima-Agresor.
El 17 de junio de 1997, Terre'Blanche fue sentenciado a 6 años de prisión por el asalto a un trabajador de una estación de servicio y el intento de asesinato de un guardia de seguridad. Fue puesto en libertad en junio de 2004 luego de estar 3 años preso en la cárcel de Rooigrond, cerca de Mafikeng. Durante su estancia en prisión, experimentó una reconversión al cristianismo y afirmó haber moderado muchos de sus puntos de vista racistas, predicando acerca de la reconciliación. Sin embargo, el sitio web de la AWB afirma que los juicios y escándalos en que se ha involucrado a Terre'Blanche fueron inventados por "el Gobierno negro y los medios izquierdistas".
El 3 de abril de 2010 Terre'Blanche fue asesinado mientras dormía en su granja de las afueras de Ventersdorp. Según los informes, fue golpeado hasta morir con tubos y machetes por dos hombres, un adulto y un menor que trabajaban para él, al parecer por una disputa salarial. El cuerpo de Terre'Blanche fue encontrado en su cama con lesiones en la cara y la cabeza. En el funeral de Terre'Blanche acudieron miles de seguidores del polémico líder, despidiendolo con el saludo nazi.
Durante la década siguiente la AWB ha tenido un aumento en la cantidad de miembros, acercándose a los círculos preppers sudafricanos, aprovechando el miedo de los granjeros por ser víctimas de crímenes violentos, además de expandir su presencia en redes sociales como Facebook y Telegram.

## Liderazgo
| Secretario General   | Cargo asumido                    | Cargo entregado     |
| -------------------- | -------------------------------- | ------------------- |
| Eugène Terre'Blanche | 7 de julio de 1973               | 3 de abril del 2010 |
| Steyn von Ronge      | A partir del 8 de abril del 2010 | Presente            |

## Emblemas

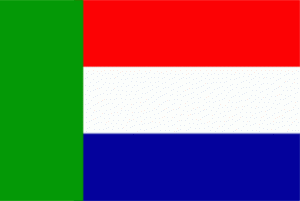
El Vierkleur, bandera alternativa del AWB, y la de la primera República de Sudáfrica en el Transvaal.

La bandera del AWB está compuesta por tres números siete (7) inscritos en un círculo blanco sobre un fondo rojo, formando un trisquel, de forma muy similar a una esvástica.
A pesar de la gran semejanza a la esvástica nazi y de la admiración histórica por el nazismo entre la extrema derecha sudafricana, Terre'Blanche afirmaba públicamente la distancia entre el AWB y esa interpretación de este emblema. Dice que los sietes se oponen al número 666, el número del Anticristo. Consideran que el color rojo representa la sangre de Jesucristo, mientras el negro es el soporte de la valentía y el coraje. El círculo blanco interno representa la "lucha eterna".
El AWB también usa el Vierkleur, como se le llama a la bandera original de la antiguamente independiente República de Transvaal.